# Pete kombinator
Pete kombinator (oryg. Sneaky Pete) – amerykański serial telewizyjny (dramat kryminalny) wyprodukowany przez Shore Z Productions, Nemo Films, Moonshot Entertainment, Exhibit A, Sony Pictures Television oraz Amazon Studios, którego twórcami są David Shore i Bryan Cranston. 
Pilotowy odcinek został udostępniony 7 sierpnia 2015 roku przez platformę Amazon Studios. Pozostałe odcinki pierwszego sezonu zostały udostępnione 13 stycznia 2017 roku na stronie internetowej Amazon Studios.
Na początku czerwca 2019 roku Amazon Studios ogłosiła anulowanie serialu po trzech sezonach.

## Fabuła
Serial skupia się na Mariusie Josipoviciu, który po wyjściu z więzienia przybiera tożsamość swojego kolegi z celi, Petera Murphy'ego. Rozpoczyna pracę zajmującą się poręczeniami majątkowymi. Nowa tożsamość ma chronić go przed gangsterami, którzy go szukają.

## Obsada

### Główna
- Giovanni Ribisi jako Marius Josipovic / Pete Murphy[4]
- Marin Ireland jako Julia Bernhardt[5]
- Shane McRae jako Taylor Bowman[6]
- Libe Barer jako Carly Bernhardt[5]
- Michael Drayer jako Eddie Josipovic[7]
- Peter Gerety jako Otto Bernhardt[8]
- Margo Martindale jako Audrey Bernhardt[9]

### Role drugoplanowe
- Domenick Lombardozzi jako Abraham Persikof
- Debra Monk jako Connie Persikof
- Alison Wright jako Marjorie
- Ethan Embry jako Real Pete Murphy
- Bryan Cranston jako Vince Lonigan
- Max Darwin jako Tate
- Karolina Wydra jako Karolina[10]
- Michael O'Keefe jako detektyw Winslow
- Pej Vahdat jako Raj Kumar Mukherjee[11]
- Virginia Kull jako Katie Boyd[12]
- Malcolm-Jamal Warner jako James Bagwell[13]
- Brad William Henke jako Brendon Boyd[14]
- Jacob Pitts jako Lance Lord
- Justine Cotsonas jako Shannon
- Victor Williams jako Richard
- Mike Houston jako Dennis
- Jay O. Sanders jako Sam
- Jeté Laurence jako Ellen
- C.S. Lee jako Joseph Lee
- Chaske Spencer jako Chayton Dockery
- René Ifrah jako Wali
- Jeffrey De Serrano jako Ayawamat
- Jennifer Ferrin jako Joyce Roby[15](sezon 2)
- Miriam Morales[15](sezon 2)
- John Ales jako Luka Dalchev[16](sezon 2)
- Sara Tomko jako Suzanne[17]
- Chris Ashworth jako Miro[17]
- Justine Lupe jako Hannha[17]

## Odcinki
| Sezon | Sezon | Odcinki | Oryginalna emisja Amazon Studios | Oryginalna emisja Amazon Studios | Oryginalna emisja | Oryginalna emisja | Oryginalna emisja |
| Sezon | Sezon | Odcinki | Premiera sezonu                  | Finał sezonu                     | Premiera sezonu   | Finał sezonu      |                   |
| ----- | ----- | ------- | -------------------------------- | -------------------------------- | ----------------- | ----------------- | ----------------- |
|       | 1     | 10      | 7 sierpnia 2015                  | 13 stycznia 2017                 | nieemitowany      | nieemitowany      |                   |
|       | 2     | 10      | 9 marca 2018                     | 9 marca 2018                     | nieemitowany      | nieemitowany      |                   |
|       | 3     | 10      | 10 maja 2019                     | 10 maja 2019                     | nieemitowany      | nieemitowany      |                   |

### Sezon 1 (2015-2017)
| Nr | #  | Tytuł                   | Reżyseria          | Scenariusz                  | Premiera Amazon Studios | Premiera     |
| -- | -- | ----------------------- | ------------------ | --------------------------- | ----------------------- | ------------ |
| 1  | 1  | Pilot                   | Seth Gordon        | David Shore, Bryan Cranston | 7 sierpnia 2015         | nieemitowany |
| 2  | 2  | Safe                    | Michael Dinner     | Graham Yost                 | 13 stycznia 2017        | nieemitowany |
| 5  | 3  | Mr. Success             | Michael Pressman   | Fred Golan                  | 13 stycznia 2017        | nieemitowany |
| 4  | 4  | The Fury                | Craig Zisk         | Benjamin Cavell             | 13 stycznia 2017        | nieemitowany |
| 5  | 5  | Sam                     | Sarah Pia Anderson | Graham Yost                 | 13 stycznia 2017        | nieemitowany |
| 6  | 6  | Coyote Is Always Hungry | Adam Arkin         | Jennifer Kennedy            | 13 stycznia 2017        | nieemitowany |
| 7  | 7  | Lieutenant Bernhardt    | Laura Innes        | Sal Calleros                | 13 stycznia 2017        | nieemitowany |
| 8  | 8  | The Roll Over           | Bryan Cranston     | Ian MacDonald               | 13 stycznia 2017        | nieemitowany |
| 9  | 9  | The Turn                | Rosemary Rodriguez | Benjamin Cavell             | 13 stycznia 2017        | nieemitowany |
| 10 | 10 | The Longest Day         | Michael Dinner     | Graham Yost, Fred Golan     | 13 stycznia 2017        | nieemitowany |

### Sezon 2 (2018)
| Nr | #  | Tytuł                                      | Reżyseria       | Scenariusz                   | Premiera Amazon Studios | Premiera     |
| -- | -- | ------------------------------------------ | --------------- | ---------------------------- | ----------------------- | ------------ |
| 11 | 1  | The Sinister Hotel Room Mystery            | Adam Arkin      | Graham Yost                  | 9 marca 2018            | nieemitowany |
| 12 | 2  | Inside Out                                 | Giovanni Ribisi | Fred Golan                   | 9 marca 2018            | nieemitowany |
| 13 | 3  | Man on the Run                             | Ami Canaan Mann | Ingrid Escajeda              | 9 marca 2018            | nieemitowany |
| 14 | 4  | Maggie                                     | Cherie Nowlan   | Jennifer Kennedy             | 9 marca 2018            | nieemitowany |
| 15 | 5  | The Tower                                  | Jon Avnet       | Sal Calleros                 | 9 marca 2018            | nieemitowany |
| 16 | 6  | 11 Million Reasons You Can't Go Home Again | Laura Innes     | Ian MacDonald                | 9 marca 2018            | nieemitowany |
| 17 | 7  | The Reluctant Taxidermist                  | Helen Shaver    | Adam Reid, Max Reid          | 9 marca 2018            | nieemitowany |
| 18 | 8  | Marius Josipovic                           | Adam Bernstein  | Graham Yost, Ingrid Escajeda | 9 marca 2018            | nieemitowany |
| 19 | 9  | Buffalo Soldiers                           | Denise Di Novi  | Graham Yost, Sal Calleros    | 9 marca 2018            | nieemitowany |
| 20 | 10 | Switch                                     | Michael Dinner  | Graham Yost, Fred Golan      | 9 marca 2018            | nieemitowany |

### Sezon 3 (2019)
| Nr | #  | Tytuł                                         | Reżyseria    | Scenariusz       | Premiera Amazon Studios | Premiera     |
| -- | -- | --------------------------------------------- | ------------ | ---------------- | ----------------------- | ------------ |
| 21 | 1  | The Double Up and Back                        | Jon Avnet    | Blake Masters    | 10 maja 2019            | nieemitowany |
| 22 | 2  | The Huckleberry Jones                         | Jon Avnet    | Jamie Pachino    | 10 maja 2019            | nieemitowany |
| 23 | 3  | The Stamford Trust Fall                       | Clare Kilner | Ed McCardie      | 10 maja 2019            | nieemitowany |
| 24 | 4  | The Vermont Victim and the Bakersfield Hustle | Clare Kilner | Michael Saltzman | 10 maja 2019            | nieemitowany |
| 25 | 5  | The Invisible Man                             | Jon Avnet    | Sarah Sutherland | 10 maja 2019            | nieemitowany |
| 26 | 6  | The California Split                          | Jon Avnet    | Dipika Guha      | 10 maja 2019            | nieemitowany |
| 27 | 7  | The Little Sister                             | Laura Innes  | Jamie Pachino    | 10 maja 2019            | nieemitowany |
| 28 | 8  | The Sunshine Switcheroo                       | Nick Gomez   | Michael Saltzman | 10 maja 2019            | nieemitowany |
| 29 | 9  | The Mask Drop                                 | Liza Johnson | Ed McCardie      | 10 maja 2019            | nieemitowany |
| 30 | 10 | The Brooklyn Potash                           | Laura Innes  | Ed McCardie      | 10 maja 2019            | nieemitowany |

## Produkcja
31 stycznia 2015 roku stacja CBS zamówiła pilotowy odcinek "Sneaky Pete", którego twórcami są Davida Shore i Bryan Cranston.
W lutym 2015 roku Margo Martindale i Peter Gerety dołączyli do obsady dramatu. W marcu 2015 roku ogłoszono, że główną rolę w serialu zagra Giovanni Ribisi. W tym samym miesiącu Shane McRae, Marin Ireland i Libe Barer dołączyli do obsady serialu.
9 maja 2015 roku stacja CBS ogłosiła, że rezygnuje z zamówienia serialu, lecz 5 listopada tego samego roku, platforma internetowa Amazon zamówiła pierwszy sezon.
W czerwcu 2016 roku Malcolm-Jamal Warner i Virginia Kull dołączyli do serialu w rolach powracających. 
W sierpniu 2016 roku Pej Vahdat, Karolina Wydra oraz Michael Drayer dołączyli do obsady.
Kolejnym aktorem, który dołączył do serialu jest Brad William Henke.
24 stycznia 2017 roku platforma Amazon zamówiła drugi sezon.
Na początku lipca 2017 roku,poinformowano, że do obsady dołączyły Jennifer Ferrin i Miriam Morales, które będą powracać w 2 sezonie „Sneaky Pete” 
. W październiku 2017 roku, ogłoszono, że w serialu zagrają: John Ales, Sara Tomko, Chris Ashworth i Justine Lupe.
29 lipca 2018 roku, platforma Amazon ogłosiła przedłużenie serialu o trzeci sezon.